# Damot Gale
Damot Gale (en wolaitta : Daamota Gaale, en amharique : ዳሞት ጋሌ) est un woreda du sud de l'Éthiopie situé dans la zone Wolayita. Ce district a 151 079 habitants en 2007 et fait partie de la région des nations, nationalités et peuples du Sud jusqu'au transfert de la zone dans la région Éthiopie du Sud en août 2023. Son chef-lieu, Boditi ou Bodite, se détache du district à la fin des années 2010.
Situé dans le nord de la zone Wolayita, le district est limitrophe de la zone Hadiya de la région Éthiopie du Centre.
|              | Misraq Badawacho |              |
| Damot Pulasa | Damot Gale       | Diguna Fango |
| Sodo Zuria   |                  | Damot Weydie |

Damot Gale qui s'étendait vers l'ouest jusqu'à Boloso Sore au début des années 2000  perd du territoire dès 2007 avec le détachement de son voisin Damot Pulasa. Son périmètre évolue de nouveau récemment avec le détachement de Boditi.
Le recensement national de 2007 fait état de 151 079 habitants dans le district dont 16 % de citadins qui sont les 24 133 habitants de Boditi.
Environ 69 % des habitants du district sont protestants, 18 % sont orthodoxes, 11 % sont catholiques et 1 % sont musulmans.
En 2022, la population est estimée sur le même périmètre à 230 022 personnes avec une densité de population de 900 personnes par km2 et 256 km2 de superficie.
Entre-temps, Damot Gale perd quelques kilomètres carrés avec le détachement de Boditi. Il occupe encore 242 km2 en 2021 mais devient un district essentiellement rural.